# Raoul Petretta
Raoul Petretta (Rheinfelden, 1997. március 24. –) német születésű olasz korosztályos válogatott labdarúgó, a kanadai Toronto hátvédje.

## Pályafutása

### Klubcsapatokban
Petretta a németországi Rheinfelden városában született. Az ifjúsági pályafutását a helyi Rheinfelden 03 csapatában kezdte, majd 2005-ben a svájci Basel akadémiájánál folytatta.
2015-ben mutatkozott be a Basel U21-es, majd 2017-ben az első osztályban szereplő felnőtt csapatában. Először a 2017. február 4-ei, Lugano elleni mérkőzésen lépett pályára. A 2016–17-es szezonban megnyerte a klubbal a Szuperligát és a kupát is. Első gólját 2017. október 14-én, szintén a Lugano ellen 4–0-ra megnyert találkozón szerezte.
2022. július 3-án a török első osztályban érdekelt Kasımpaşa szerződtette. 2023. január 31-én a kanadai Torontóhoz írt alá.

### A válogatottban
2018-ban debütált az olasz U21-es válogatottban. Először 2018. május 25-én, Portugália ellen 3–2-re elvesztett barátságos mérkőzésen lépett pályára.

## Statisztika
2023. április 23. szerint.
| Klub      | Szezon   | Bajnokság          | Bajnokság | Bajnokság | Kupa  | Kupa  | Nemzetközi | Nemzetközi | Összesen | Összesen |
| Klub      | Szezon   | Bajnokság          | Mérk.     | Gólok     | Mérk. | Gólok | Mérk.      | Gólok      | Mérk.    | Gólok    |
| --------- | -------- | ------------------ | --------- | --------- | ----- | ----- | ---------- | ---------- | -------- | -------- |
| Basel     | 2016–17  | Swiss Super League | 5         | 0         | 0     | 0     | 0          | 0          | 5        | 0        |
| Basel     | 2017–18  | Swiss Super League | 17        | 1         | 1     | 0     | 5          | 0          | 23       | 1        |
| Basel     | 2018–19  | Swiss Super League | 21        | 1         | 3     | 0     | 5          | 0          | 29       | 1        |
| Basel     | 2019–20  | Swiss Super League | 27        | 1         | 5     | 0     | 12         | 1          | 44       | 2        |
| Basel     | 2020–21  | Swiss Super League | 26        | 3         | 1     | 0     | 0          | 0          | 27       | 3        |
| Basel     | 2021–22  | Swiss Super League | 13        | 1         | 1     | 1     | 8          | 1          | 22       | 3        |
| Basel     | Összesen | Összesen           | 109       | 7         | 11    | 1     | 30         | 2          | 150      | 10       |
| Kasımpaşa | 2022–23  | Süper Lig          | 9         | 1         | 2     | 0     | ―          | ―          | 11       | 1        |
| Toronto   | 2023     | MLS                | 9         | 0         | 0     | 0     | ―          | ―          | 9        | 0        |
| Összesen  | Összesen | Összesen           | 127       | 8         | 13    | 1     | 30         | 2          | 170      | 11       |

## Sikerei, díjai
Basel
- Swiss Super League
  - Bajnok (1): 2016–17
  - Ezüstérmes (4): 2017–18, 2018–19, 2020–21, 2021–22

- Svájci Kupa
  - Győztes (2): 2016–17, 2018–19
  - Döntős (1): 2019–20